# .ao
.ao je vrhovna internetska domena (country code top-level domain - ccTLD) za Angolu. Domenom upravlja Univerzitet Agostinho Neto.

## Vanjske poveznice
- IANA .ao whois informacija  Arhivirana inačica izvorne stranice od 16. studenoga 2006. (Wayback Machine)